# Reginald Arvizu
Reginald Quincy "Fieldy/Reggie" Arvizu (* 2. listopadu 1969 v Bakersfieldu, Kalifornie) je americký baskytarista nu-metalové kapely Korn.
Než Fieldy začal hrál v Korn, odstartoval svou kariéru ve skupině L.A.P.D spolu s Munkym a Davidem, kteří se později stáli také součástí Korn, a Richardem Morrelem (další z Bakersfieldských umělců).
Jméno "Fieldy" je něco jako zkratka pro "Garfield".
Původně mu ve skupině říkali "Gopher", pro jeho velké buclaté tvářičky. Gopher přešel na "Garf", Garf přešel na Garfield, ze kterého se stal Fieldy. Jeho celá přezdívka je "Fieldy Snuts", stejně jako když říká hodně nahlas "Feel these nuts", nebo "Fieldy's nuts". Což je také to název Fieldy labelu.
Hraje na 5-strunnou Ibanez basovou kytaru, model SDGR SR505, pojmenovanou K-5.
Jeho styl se skládá z slapping, double slapping, double-popping, standardní finger-style plucking, a palm muting;
Fieldyho typické naladění: A, D, G, C, F.
Fieldy je jediný levoruký člen Korn, avšak na basu hraje pravou. Většina Fieldyho basových riffů je inspirována hip-hopem. Říká, že veškerou inspirací hledá v hip-hopu.
Fieldy hraje na kytaru ve skupině STILLWELL.
Fieldy se v Korn angažuje ve veškerém obchodním dění. Přichází s množstvím různých nápadů a návrhů, ukazuje je skupině a následně se rozhodují, jestli je schválí nebo ne.
Říká se, že navrhl názvy všech alb Korn.
Když Korn hráli v Jacksonville, Florida, Fred Durst, který byl "tater" v tom čase, a při této příležitosti tetoval Fieldyho. Stali se z nich přátelé. Noví přátelé slíbili, že se příště znova staví. Když Korn přijeli do Jacksonville znova, Durst jim pustil první demo Limp Bizkit. Unešený Fieldy ho donesl svému producentovi Rossu Robinsonovi, kterému se to velmi líbilo. Následně produkoval první album Limp Bizkit Three Dollar Bill, Yall$.

## Život mimo KoRn
Po připojení ke Korn, měl Fieldy svůj sólový rappový projekt nazvaný Fieldy's Dreams. Vydal jedno album Rock'n Roll Gangster. Nesetkalo se však s příliš velkým úspěchem.
Fieldy se oženil 16. května 2006 s jeho přítelkyní Deena Beber. Kytarista Korn Munky hraje na nylonovou kytaru na svatbě. Je to jeho druhé a její první manželství. Fieldy má 2 dcery, Serena a Olivia Arvizu, z jeho manželství s Sheela Arvizu; Se svou druhou ženou má syna, který se narodil rok před svatbou. Pojmenovali ho Israel.
Fieldy byl zvolen nejlepším basistou roku 2005 v UK's Metal Hammer Reader's Poll.

## Fieldyho vybavení

### Basové kytary
Fieldyho basový zvuk je skutečně výjimečný (hluboce podladěné).
- Ibanez Soundgear SR1305 5-string (Natural finish, Lollapalooza '97 bass)
- Ibanez Soundgear SR1305 5-string (Maroon, w/ sand paper scratches on it)
- Ibanez Soundgear SR885 5-string (black, woodstock '99, original K5)
- Ibanez Soundgear 505's (Black w/ & Natural)
- Ibanez ATK305 (Amber/ash body)
- Ibanez K5TKF 5-String (Fieldyho podpis /černá & červená)
- Ibanez "K15" netypická 15-string (5 courses of 3 strings, tuned Aba - Dfd - Gcg - Cec - Faf) - a 5-string bass with additional sets of octave strings

### Zesilovače
- Hughes & Kettner BC 410's
- 2 Mesa/Boogie M-2000 heads (no mids, and a heavily tweaked 18-band EQ)
- Hughes and Kettner 2x15 cabinet (na tour)
- Mesa/Boogie 4x10 cabinet
- V poslední dobe používá Ampeg PR410HLF cabinets.

### Efekty
Sans Amp Pedal EQ Boost Pedals

## Hostoval v klipech
- Limp Bizkit - Faith (1998)
- Ice Cube - Fuck Dying (1999)
- E-40 - Automatic (2002)
- Bubba Sparxx - Back In The Mud (2003)

## Diskografie

### Sólová alba
- Rock'n Roll Gangster (22. ledna 2002)
- Fieldy's Nightmare - Sobriety (TBA)

### Producent
- Videodrone - Videodrone (23. února 1999)

## Oblečení
- Immanuel One Twenty Three